# 시샹 (배우)
시샹(중국어 정체자: 喜翔, 병음: Xîxiáng, 한자음: 희상, Jason King, 1956년 12월 7일 ~ )은 대만의 배우이다. 본명은 진제원(金介文)이다.

## 방송
- 자위남해
- 혼수서문
- 유생지년
- 상혼
- 량진길시

## 영화
- 각두: 대교두